# Chad Green
Pour le joueur de baseball né en 1991, voir Chad Green (baseball).
Chad Green est un joueur de baseball américain né le 28 juin 1975 à Dunkirk (ville, New York).

## Biographie
Chad Green participe aux Jeux olympiques d'été de 1996 à Atlanta et remporte la médaille de bronze.